# Férfi 48 kg-os szabadfogású birkózás az 1992. évi nyári olimpiai játékokon
Az 1992. évi nyári olimpiai játékokon a birkózás férfi 48 kg-os szabadfogású versenyszámának selejtezőjét és döntőjét augusztus 4. és 6. között rendezték a Institut Nacional d'Educació Fisica de Catalunyában.

## Eseménynaptár
| Időpont      | Forduló    |
| ------------ | ---------- |
| augusztus 4. | Csoportkör |
| augusztus 6. | Helyosztók |
| augusztus 6. | Döntő      |

## Eredmények

### Csoportkör
A birkózókat csoportokba osztották, ahonnan az egymás elleni mérkőzések alapján, a csoportok győztesei mérkőzhetek az aranyéremért, a második helyezettek a bronzéremért. A csoportokban elért eredmények alapján, a csoportok első két helyezettjein kívül, a további legjobb három birkózó mérkőzhetett a helyosztókon.
| A csoport                            |                  |                                      |     |
| Versenyző                            | Eredmény         | Versenyző                            | Kp  |
|                                      |                  |                                      |     |
| 1. forduló                           |                  |                                      |     |
| Nader Rahmati (IRI)                  | 3-6              | Csen Cseng-pin (Chen Zhengbin) (CHN) | 1/3 |
| Vincent Pangelinan (GUM)             | 0-16             | Timothy Vanni (USA)                  | 0/4 |
| Francisco Sánchez (ESP)              | 0-15             | Tserenbaataryn Khosbayar (MGL)       | 0/4 |
| Kim Dzsongsin (Kim Jong-Shin) (KOR)  | 4-2              | Romica Raşovan (ROU)                 | 3/1 |
| Amos Ojo Adekunle (NGR)              | 4-7              | Thomas Petryshen (CAN)               | 1/3 |
| 2. forduló                           |                  |                                      |     |
| Nader Rahmati (IRI)                  | 11-0 (kétvállas) | Vincent Pangelinan (GUM)             | 4/0 |
| Csen Cseng-pin (Chen Zhengbin) (CHN) | 2-3              | Timothy Vanni (USA)                  | 1/3 |
| Francisco Sánchez (ESP)              | 1-17             | Kim Dzsongsin (Kim Jong-Shin) (KOR)  | 0/4 |
| Tserenbaataryn Khosbayar (MGL)       | 19-4 (kétvállas) | Amos Ojo Adekunle (NGR)              | 4/0 |
| Romica Raşovan (ROU)                 | 10-0             | Thomas Petryshen (CAN)               | 3/0 |
| 3. forduló                           |                  |                                      |     |
| Nader Rahmati (IRI)                  | 7-9              | Timothy Vanni (USA)                  | 1/3 |
| Csen Cseng-pin (Chen Zhengbin) (CHN) | 0-1              | Kim Dzsongsin (Kim Jong-Shin) (KOR)  | 0/3 |
| Tserenbaataryn Khosbayar (MGL)       | 7-9              | Romica Raşovan (ROU)                 | 1/3 |
| Thomas Petryshen (CAN)               | erőnyerő         |                                      |     |
| 4. forduló                           |                  |                                      |     |
| Thomas Petryshen (CAN)               | 0-5              | Timothy Vanni (USA)                  | 0/3 |
| Tserenbaataryn Khosbayar (MGL)       | 2-6              | Kim Dzsongsin (Kim Jong-Shin) (KOR)  | 1/3 |
| Romica Raşovan (ROU)                 | erőnyerő         |                                      |     |
| 5. forduló                           |                  |                                      |     |
| Romica Raşovan (ROU)                 | 10-7             | Timothy Vanni (USA)                  | 3/1 |
| Kim Dzsongsin (Kim Jong-Shin) (KOR)  | erőnyerő         |                                      |     |
| 6. forduló                           |                  |                                      |     |
| Kim Dzsongsin (Kim Jong-Shin) (KOR)  | 5-2              | Timothy Vanni (USA)                  | 3/1 |
| Romica Raşovan (ROU)                 | erőnyerő         |                                      |     |

| A csoport |                                |                        |   |    |   |    |    |
| H         | Név                            | Nemzet                 | M | Gy | V | Kp | Tp |
| 1.        | Kim Dzsongsin (Kim Jong-Shin)  | Dél-Korea (KOR)        | 5 | 5  | 0 | 16 | 33 |
| 2.        | Romica Raşovan                 | Románia (ROU)          | 4 | 3  | 1 | 10 | 31 |
| 3.        | Timothy Vanni                  | Egyesült Államok (USA) | 6 | 4  | 2 | 15 | 42 |
| 4.        | Tserenbaataryn Khosbayar       | Mongólia (MGL)         | 4 | 2  | 2 | 10 | 43 |
| 5.        | Thomas Petryshen               | Kanada (CAN)           | 3 | 1  | 2 | 3  | 7  |
| 6.        | Nader Rahmati                  | Irán (IRI)             | 3 | 1  | 2 | 6  | 21 |
| 7.        | Csen Cseng-pin (Chen Zhengbin) | Kína (CHN)             | 3 | 1  | 2 | 4  | 8  |
| 8.        | Amos Ojo Adekunle              | Nigéria (NGR)          | 2 | 0  | 2 | 1  | 8  |
| 9.        | Francisco Sánchez              | Spanyolország (ESP)    | 2 | 0  | 2 | 0  | 1  |
| 10.       | Vincent Pangelinan             | Guam (GUM)             | 2 | 0  | 2 | 0  | 0  |

| B csoport                 |                  |                           |     |
| Versenyző                 | Eredmény         | Versenyző                 | Kp  |
|                           |                  |                           |     |
| 1. forduló                |                  |                           |     |
| Stanisław Szostecki (POL) | 7-3              | Fariborz Besarati (SWE)   | 3/1 |
| Vugar Orudzsov (EUN)      | 5-9              | Kim Il (PRK)              | 1/3 |
| Aldo Martínez (CUB)       | 3-2              | Marian Avramov (BUL)      | 3/1 |
| Óváry László (HUN)        | 7-5              | Chaouki Sammari (TUN)     | 3/1 |
| Reiner Heugabel (GER)     | erőnyerő         |                           |     |
| 2. forduló                |                  |                           |     |
| Reiner Heugabel (GER)     | 9-0              | Stanisław Szostecki (POL) | 3/0 |
| Fariborz Besarati (SWE)   | 2-8              | Vugar Orudzsov (EUN)      | 1/3 |
| Kim Il (PRK)              | 7-6              | Aldo Martínez (CUB)       | 3/1 |
| Marian Avramov (BUL)      | 7-2              | Óváry László (HUN)        | 3/1 |
| Chaouki Sammari (TUN)     | erőnyerő         |                           |     |
| 3. forduló                |                  |                           |     |
| Chaouki Sammari (TUN)     | 0-3 (kétvállas)  | Reiner Heugabel (GER)     | 0/4 |
| Stanisław Szostecki (POL) | 0-12 (kétvállas) | Vugar Orudzsov (EUN)      | 0/4 |
| Kim Il (PRK)              | 3-0              | Marian Avramov (BUL)      | 3/0 |
| Aldo Martínez (CUB)       | 20-5             | Óváry László (HUN)        | 4/0 |
| 4. forduló                |                  |                           |     |
| Reiner Heugabel (GER)     | 4-10 (kétvállas) | Kim Il (PRK)              | 0/4 |
| Vugar Orudzsov (EUN)      | 12-5             | Aldo Martínez (CUB)       | 3/1 |
| 5. forduló                |                  |                           |     |
| Reiner Heugabel (GER)     | 0-1              | Vugar Orudzsov (EUN)      | 0/3 |
| Kim Il (PRK)              | erőnyerő         |                           |     |

| B csoport |                     |                         |   |    |   |    |    |
| H         | Név                 | Nemzet                  | M | Gy | V | Kp | Tp |
| 1.        | Kim Il              | Észak-Korea (PRK)       | 4 | 4  | 0 | 12 | 29 |
| 2.        | Vugar Orudzsov      | Egyesített Csapat (EUN) | 5 | 4  | 1 | 14 | 38 |
| 3.        | Reiner Heugabel     | Németország (GER)       | 4 | 2  | 2 | 7  | 16 |
| 4.        | Aldo Martínez       | Kuba (CUB)              | 4 | 2  | 2 | 9  | 34 |
| 5.        | Óváry László        | Magyarország (HUN)      | 3 | 1  | 2 | 4  | 14 |
| 6.        | Marian Avramov      | Bulgária (BUL)          | 3 | 1  | 2 | 4  | 9  |
| 7.        | Stanisław Szostecki | Lengyelország (POL)     | 3 | 1  | 2 | 3  | 7  |
| 8.        | Chaouki Sammari     | Tunézia (TUN)           | 2 | 0  | 2 | 1  | 5  |
| 9.        | Fariborz Besarati   | Svédország (SWE)        | 2 | 0  | 2 | 2  | 5  |

### Helyosztók
| Versenyző                      | Eredmény     | Versenyző             | Kp  |
| ------------------------------ | ------------ | --------------------- | --- |
|                                |              |                       |     |
| 9. helyért                     |              |                       |     |
| Thomas Petryshen (CAN)         | visszalépett | Óváry László (HUN)    |     |
| 7. helyért                     |              |                       |     |
| Tserenbaataryn Khosbayar (MGL) | visszalépett | Aldo Martínez (CUB)   |     |
| 5. helyért                     |              |                       |     |
| Timothy Vanni (USA)            | 1-0          | Reiner Heugabel (GER) | 3/0 |

### Döntők
| Versenyző                           | Eredmény | Versenyző            | Kp  |
| ----------------------------------- | -------- | -------------------- | --- |
|                                     |          |                      |     |
| Bronzmérkőzés                       |          |                      |     |
| Romica Raşovan (ROU)                | 1-2      | Vugar Orudzsov (EUN) | 1/3 |
| Döntő                               |          |                      |     |
| Kim Dzsongsin (Kim Jong-Shin) (KOR) | 1-4      | Kim Il (PRK)         | 1/3 |

### Végeredmény
| Helyezés    | Név                            | Nemzet            |
| ----------- | ------------------------------ | ----------------- |
| Arany       | Kim Il                         | Észak-Korea       |
| Ezüst       | Kim Dzsongsin (Kim Jong-Shin)  | Dél-Korea         |
| Bronz       | Vugar Orudzsov                 | Egyesített Csapat |
| 4.          | Romica Raşovan                 | Románia           |
| 5.          | Timothy Vanni                  | Egyesült Államok  |
| 6.          | Reiner Heugabel                | Németország       |
| 7.          | Aldo Martínez                  | Kuba              |
| 8.          | Tserenbaataryn Khosbayar       | Mongólia          |
| 9.          | Thomas Petryshen               | Kanada            |
| 10.         | Óváry László                   | Magyarország      |
| helyezetlen | Nader Rahmati                  | Irán              |
| helyezetlen | Marian Avramov                 | Bulgária          |
| helyezetlen | Csen Cseng-pin (Chen Zhengbin) | Kína              |
| helyezetlen | Stanisław Szostecki            | Lengyelország     |
| helyezetlen | Amos Ojo Adekunle              | Nigéria           |
| helyezetlen | Chaouki Sammari                | Tunézia           |
| helyezetlen | Francisco Sánchez              | Spanyolország     |
| helyezetlen | Fariborz Besarati              | Svédország        |
| helyezetlen | Vincent Pangelinan             | Guam              |